# Дългоноса мангуста
Дългоноса мангуста (Herpestes naso) е вид бозайник от семейство Мангустови (Herpestidae).

## Разпространение и местообитание
Разпространен е в Габон, Екваториална Гвинея, Камерун, Демократична република Конго, Република Конго, Нигерия и Централноафриканската република.